# Desperate Man
| Оценки критиков | Оценки критиков |
| Источник        | Оценка          |
| --------------- | --------------- |
| AllMusic        | [ 1 ]           |
| Pitchfork       | 7.6/10          |
| Rolling Stone   | [ 3 ]           |

Desperate Man — шестой студийный альбом американского кантри-певца Эрика Чёрча, изданный 5 октября 2018 года на студии EMI Nashville, диск достиг пятого места в американском хит-параде Billboard 200 и первого в кантри-чарте Top Country Albums.

## История
Чёрч анонсировал релиз нового альбома 13 июля 2018 через livestream своему фан-клубу Church Choir. Альбом включает 11 песен. Как и на предыдущем альбоме продюсером нового стал Jay Joyce. Эрик Чёрч сказал, что название нового диска возникло эмоционально после того как певец узнал о трагедии массового убийства (Стрельба в Лас-Вегасе (2017), где стрелок с крыши расстрелял 58 человек); о поиске названия для нового диска он рассказал в журнале Rolling Stone.
Альбом дебютировал на пятом месте в основном американском хит-параде Billboard 200 и достиг первого места в кантри-чарте Top Country Albums. Тираж в первую неделю составил 116 000 альбомных эквивалентных единиц (включая 103 000 истинных продаж). К марту 2020 года было продано 245,100 копий в США.
Альбом получил положительные отзывы музыкальной критики и интернет-изданий, например, AllMusic, Pitchfork, Vulture, Rolling Stone.
Desperate Man получил номинацию Country Music Association Awards в категории Album of the Year на 53-й церемонии Country Music Association Awards (2019).
| Год  | Ассоциация                       | Номинируемая работа | Категория          | Результат | Ссылка        |
| ---- | -------------------------------- | ------------------- | ------------------ | --------- | ------------- |
| 2019 | Country Music Association Awards | «Desperate Man»     | Album of the Year  | Номинация | [ 10 ] [ 11 ] |
| 2020 | Grammy Award                     | «Desperate Man»     | Best Country Album | Номинация | [ 12 ]        |

## Итоговые списки
| Публикация           | Список                     | Ранг |
| -------------------- | -------------------------- | ---- |
| Entertainment Weekly | The 20 Best Albums of 2018 | 8    |
| Rolling Stone        | The 50 Best Albums of 2018 | 38   |

## Список композиций
1. «The Snake» (Эрик Чёрч, Jeremy Nathan Spillman, Travis Meadows) — 4:00
2. «Hangin' Around» (Чёрч, Jeff Hyde) — 2:29
3. «Heart Like a Wheel» (Чёрч) — 3:15 (аудио)
4. «Some of It» (Чёрч, Hyde, Clint Daniels, Bobby Pinson) — 3:15
5. «Monsters» (Чёрч, Hyde) — 3:20
6. «Hippie Radio» (Чёрч) — 2:54
7. «Higher Wire» (Чёрч, Casey Beathard, Scooter Carusoe) — 2:43 (аудио)
8. «Desperate Man» (Чёрч, Ray Wylie Hubbard) — 3:28
9. «Solid» (Чёрч, Anders Osborne) — 4:18 (аудио)
10. «Jukebox and a Bar» (Чёрч) — 3:12 (аудио)
11. «Drowning Man» (Чёрч, Beathard) — 3:47

## Чарты
| Чарт (2018)                        | Высшая позиция |
| ---------------------------------- | -------------- |
| Австралия (ARIA)                   | 63             |
| Канада (Canadian Albums Chart)     | 5              |
| Шотландия (Scottish Albums Chart)  | 34             |
| Швейцария (Schweizer Hitparade)    | 93             |
| США Billboard 200                  | 5              |
| США (Billboard Top Country Albums) | 1              |

## Сертификации
| Регион                                                                      | Сертификация | Продажи |
| --------------------------------------------------------------------------- | ------------ | ------- |
| Канада (Music Canada)                                                       | Золотой      | 40 000  |
| США (RIAA)                                                                  | Золотой      | 500 000 |
| Данные о продажах + прослушиваниях приведены только на основе сертификации. |              |         |